# Galtasjön, Halland
Galtasjön är en sjö i Halmstads kommun och Hylte kommun i Halland och ingår i Nissans huvudavrinningsområde. Sjön är 11 meter djup, har en yta på 0,192 kvadratkilometer och är belägen 95,1 meter över havet. Sjön avvattnas av vattendraget Galtabäcken. Vid provfiske har abborre, braxen och gädda fångats i sjön.

## Delavrinningsområde
Galtasjön ingår i det delavrinningsområde (630394-133137) som SMHI kallar för Mynnar i Sännan. Medelhöjden är 90 meter över havet och ytan är 13,14 kvadratkilometer. Det finns inga avrinningsområden uppströms utan avrinningsområdet är högsta punkten. Galtabäcken som avvattnar avrinningsområdet har biflödesordning 3, vilket innebär att vattnet flödar genom totalt 3 vattendrag innan det når havet efter 26 kilometer. Avrinningsområdet består mestadels av skog (93 procent). Avrinningsområdet har 0,19 kvadratkilometer vattenytor vilket ger det en sjöprocent på 1,5 procent.